# He Pingping
He Pingping (en chino, 何平平; pinyin, Hé Píngpíng; 13 de julio de 1988  - 13 de marzo de 2010) fue el hombre más bajo del mundo que pudiera caminar, según los records Guinness.

## Vida y personalidad
Medía 74 centímetros de estatura, y fue el tercer hijo de una familia de Huade en la ciudad de Ulanqab, al norte de China, de la Mongolia Interior. Tenía dos hermanas de estatura normal. De acuerdo a su padre, He Yun, al nacer era tan pequeño que cabía perfectamente en la palma de la mano. 
Cuando se hizo notable que su crecimiento era demasiado lento, los médicos diagnosticaron que se debía a una deformación conocida como osteogénesis imperfecta que reduce el normal crecimiento óseo y del peso del cuerpo. 
Su nombre, Pingping, significa «botella de vino». Era un fumador empedernido.

## Reconocimiento de su tamaño
En enero de 2007, He fue invitado a tomar parte en un programa de televisión en Tokio y se convirtió en un icono de internet en Japón.
Su patria chica, la Mongolia Interior, provincia autónoma del norte de China, es también la cuna de Bao Xishun, quien fue el hombre más alto del mundo hasta septiembre de 2009 con 2,36 metros de altura. En julio de 2007 la Fox News televisó el encuentro entre ambos, lo que se convirtió en una sensación mundial.
En mayo de 2008 apareció en Channel 4 de Inglaterra en un documental llamado El hombre más bajo y yo dirigido por Mark Dolan.
En septiembre de 2008 apareció con la mujer con las piernas más largas del mundo, Svetlana Pankratova, en el programa londinense Trafalgar Square en donde se hizo publicidad al lanzamiento de la edición 2009 de la Guiness Records.
En 2006 la Guiness Records desaprobó una solicitud de un muchacho nepalés, Khagendra Thapa Magar, que entonces tenía catorce años y que medía 53 centímetros. La razón es que aún era menor de edad y la Guiness Records determinó que debía esperarse hasta octubre de 2009, cuando cumpliera los dieciocho años, para saber si se mantenía en dicha estatura.
Otro hombre, un jordano de nombre Younis Edwan, declaró ser el hombre más bajo del mundo, pero no ha sido medido de manera oficial por la Guiness Records.
Fue después de su aparición en enero de 2007 en televisión, cuando He fue medido oficialmente y declarado el hombre más bajo del mundo.
En septiembre de 2008 He viajó a Nueva York, donde ayudó en el lanzamiento de la edición 2009 de la Guiness Records, en la que se le certificaba su categoría mundial.

## Muerte
El 13 de marzo de 2010, He fue internado de urgencias en un hospital de Roma después de que dijo sentir dolores en el pecho. Entonces estaba filmando un programa en Italia llamado Show de los Records. Murió el mismo día de la intervención por complicaciones cardiacas.
El jefe de edición de la Guiness Records, Craig Glenday, dijo que «era una inspiración para todo aquel considerado diferente o inusual».